# 索菲伊夫卡 (克拉馬托爾斯克區)
48°44′27″N 37°30′47″E / 48.74083°N 37.51306°E
索菲伊夫卡（烏克蘭語：Софіївка），是烏克蘭的市級鎮，位於該國東部頓涅茨克州，由克拉馬托爾斯克負責管轄，面積0.43平方公里，海拔高度83米，2013年人口858，人口密度每平方公里1,995.35人。